# 503 (số)
503 (năm trăm linh ba) là một số tự nhiên ngay sau 502 và ngay trước 504.

## Trong toán học
- 503 là số nguyên tố.
- 503 là số nguyên tố Chen: {\displaystyle 503+2=101\times 5}